# Embrun (Hautes-Alpes)
Embrun (occitansk: Ambrun) er en kommune i departementet Hautes-Alpes i regionen Provence-Alpes-Côte d'Azur.
En indbygger fra Embrun kaldes en Embrunais.
Nuværende borgmester er Chantal Eyméoud.

## Demografi
| Demografisk udvikling af Embrun (Hautes-Alpes) mellem 1962 og 1999 |      |      |      |      |      |
| 1962                                                               | 1968 | 1975 | 1982 | 1990 | 1999 |
| 3850                                                               | 4273 | 4575 | 5214 | 5793 | 6152 |